# Stockholm (đô thị)
Khu tự quản Stockholm (tiếng Thụy Điển: Stockholms kommun hoặc Stockholms stad là một khu tự quản ở hạt Stockholm của Thụy Điển. Thủ phủ là thành phố Stockholm. Dân số vào thời điểm 31 tháng 12 năm 2000 là 750.348 người. Khu tự quản này có dân số lớn nhất trong số 290 khu tự quản của Thụy Điển, nhưng là một trong những khu vực nhỏ nhất, khiến nó trở nên đông dân nhất. Đây cũng là khu tự quản đô thị đông dân nhất trong các nước Bắc Âu.
Mặc dù về mặt pháp lý là một đô thị với tên chính thức Stockholms kommun, hội đồng khu tự quản (kommunfullmäktige) đã quyết định sử dụng tên Stockholms stad (Thành phố Stockholm) bất cứ khi nào có thể. Điều này hoàn toàn là danh nghĩa và không có hiệu lực đối với tình trạng pháp lý của khu tự quản.
Về mặt địa lý, đô thị bao gồm Trung tâm thành phố Stockholm và hai khu vực ngoại ô, Söderort (Nam Stockholm) và Västerort (Tây Stockholm). Về mặt hành chính, nó được chia thành 14 quận (đôi khi được gọi không chính xác là "quận" trong tiếng Anh), được quản lý bởi các hội đồng quận (stadsdelsnämnder).